# Timonoe argenteozonata
Timonoe argenteozonata is een spinnensoort in de taxonomische indeling van de strekspinnen.
Het dier behoort tot het geslacht Timonoe. De wetenschappelijke naam van de soort werd voor het eerst geldig gepubliceerd in 1898 door Thorell.